# Londorfer Basaltlava

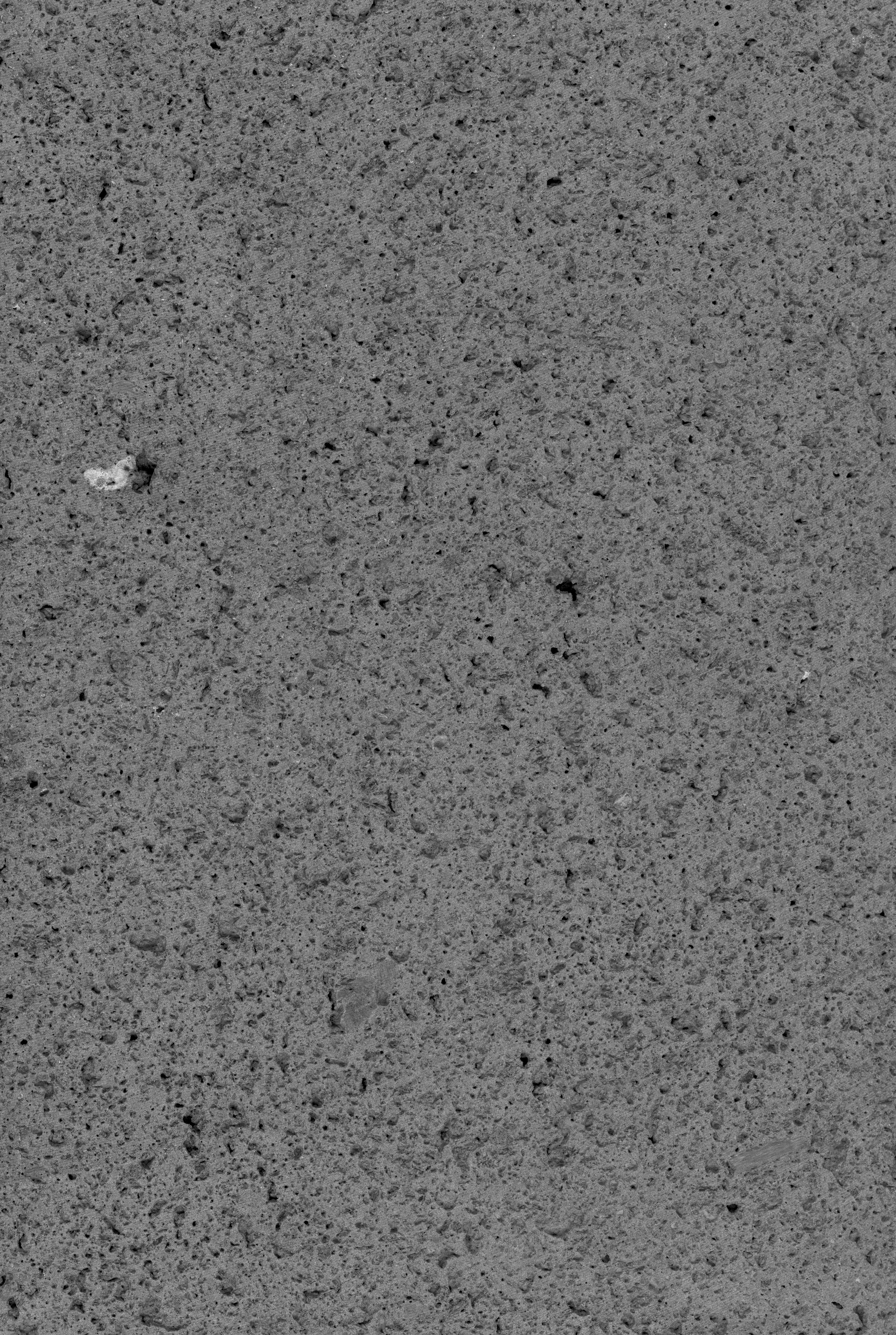
Londorfer Basaltlava, Muster ca. 22×15 cm

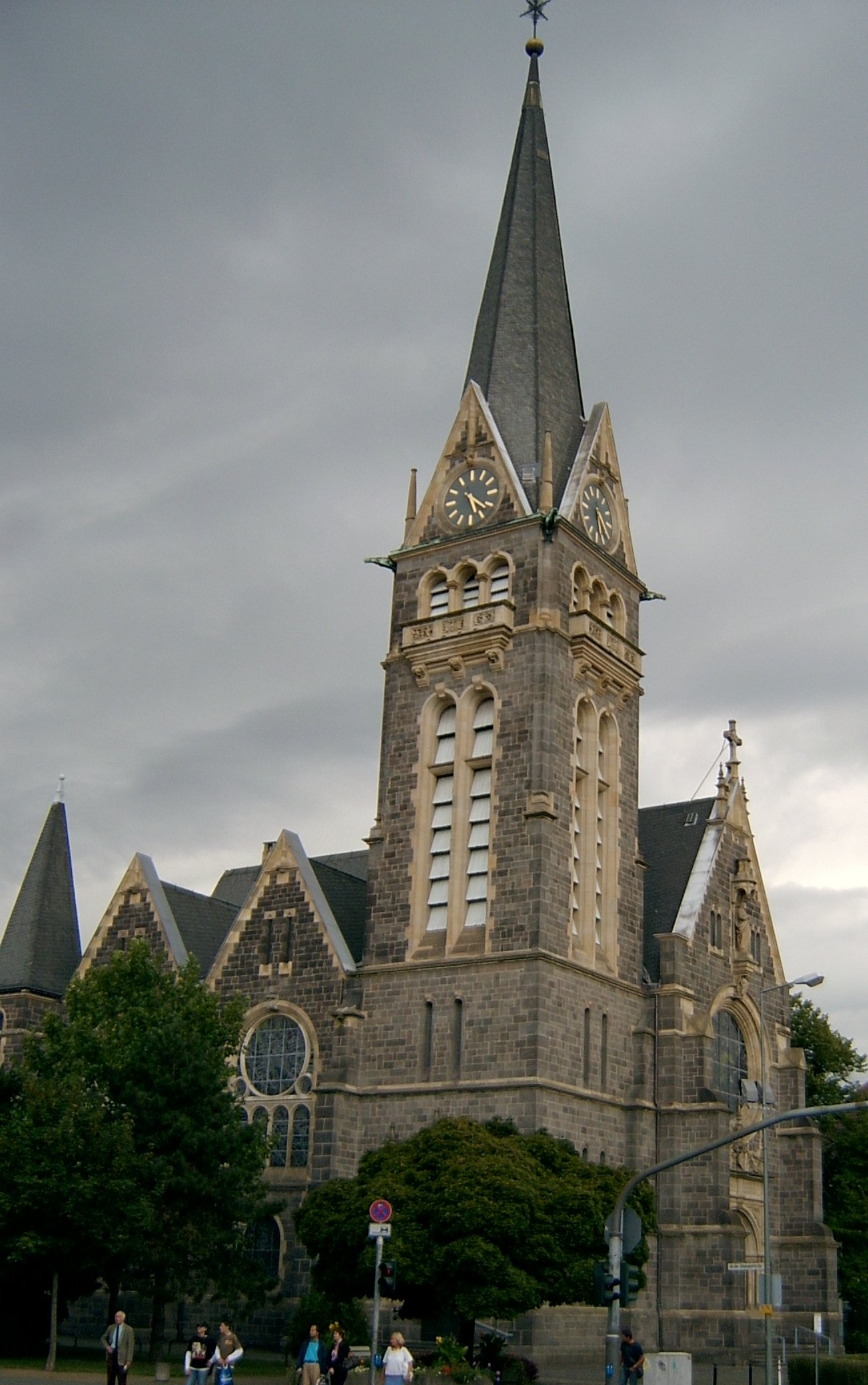
Johanneskirche in Gießen aus Londorfer Basaltlava

Londorfer Basaltlava, ist ein vulkanisches Gestein des Vorderen Vogelsbergs, das im Gebiet seines Vorkommens auch Londorfer Lungstein genannt wird. Die Londorfer Basaltlava wird in Rabenau-Londorf im Landkreis Gießen im Bundesland Hessen abgebaut. Diese Basaltlava entstand im Miozän.

## Gesteinsbeschreibung und Mineralbestand
Es handelt sich um einen grau bis nahezu schwarzen Olivinbasalt. Diese Basaltlava ist dicht- bis feinkörnig und porös. Das poröse Gefüge entstand durch eingeschlossene Gase eines basischen Lavastroms in Blasenform. Teilweise sind größere Poren vorhanden. Der Porenraum beträgt 16 Prozent.
Das Gestein besteht aus 47 Prozent Plagioklas, 26 Prozent Augit, 14 Prozent Olivin, 10 Prozent opake Minerale und aus weiteren undefinierbaren kryptokristallinen Bestandteilen. Seine Textur ist richtungslos.

## Verwendung
Diese Basaltlava ist frost- und hochverschleißfest sowie nicht polierfähig. Aus Londorfer Basaltlava wurden Kirchen, Mauern und Schlösser in der Region um die Gemeinde Rabenau, dessen größter Ortsteil Londorf ist, wie z. B. die Umfassungsmauer des Burggartens in Londorf aus den Jahren 1820 bis 1830, die neugotische Dorfkirche Rabenau, das Schloss Friedelhausen und das Kloster Arnsburg gebaut. Ferner sind die Johanneskirche in Gießen und Teile der Herkuleskaskaden in Kassel sowie die evangelische Kirche in Grüningen aus dieser Basaltlava errichtet worden.
Durch seine exzellenten technischen Eigenschaften und weil er nahezu verwitterungsresistent ist, wurde er ab dem Jahre 1952 vom Kölner Dombaumeister Willy Weyres am Kölner Dom als Ersatzstein für auszutauschende Werksteine bis ins Jahr 1998 verwendet.

## Ähnliche Natursteinsorten
- Mayener Basaltlava, ein Leucit-Tephrit (Rheinland-Pfalz, Mayen)
- Basaltite, ein Leucit-Tephrit (Italien, Bolsena)
- Basaltina (Italien)

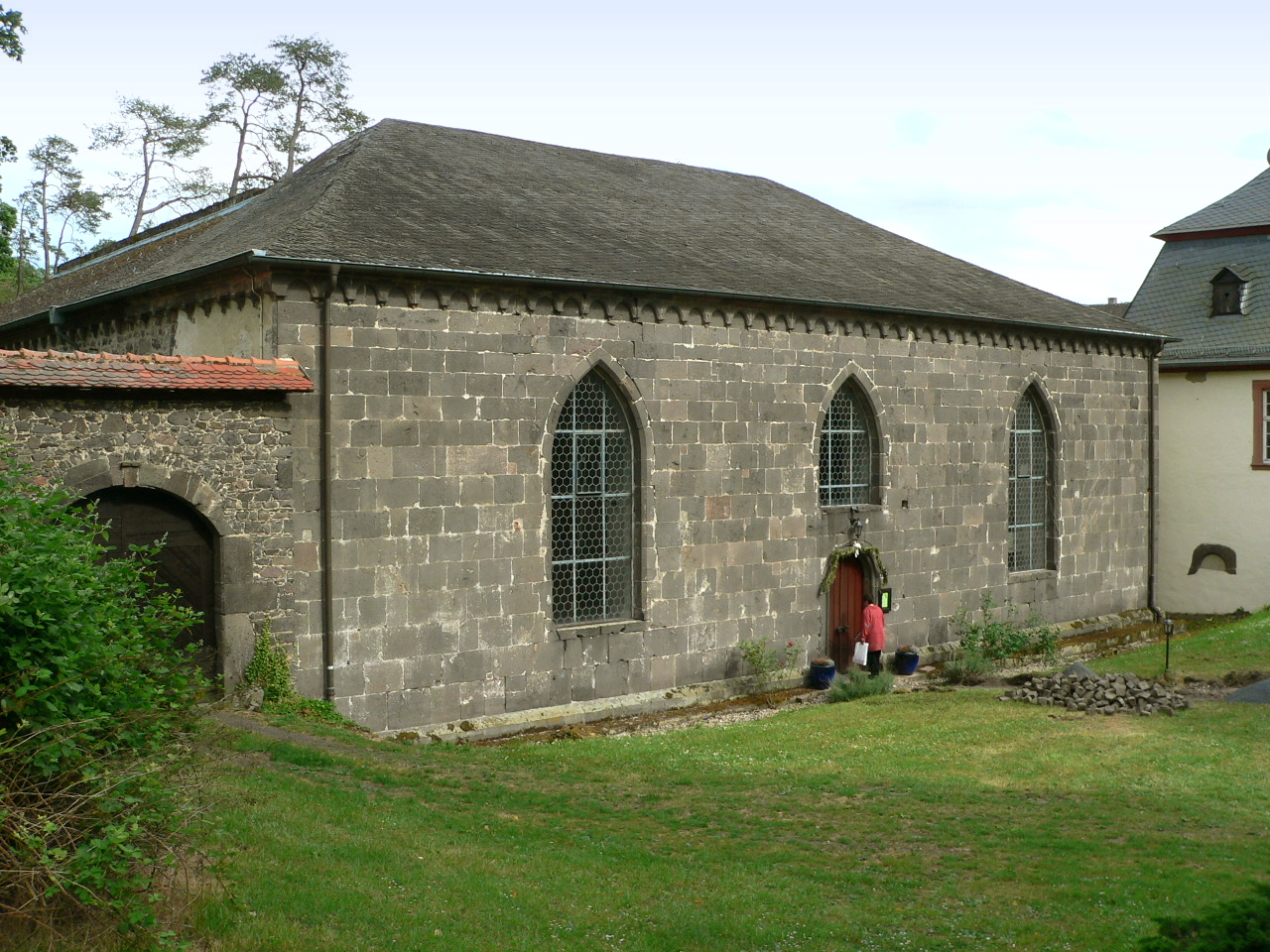
Mauerwerk aus Londorfer Basaltlava: Paradies (Vorkirche) des in der Romanik gegründeten Klosters Arnsburg mit frühgotischen Fensterformen
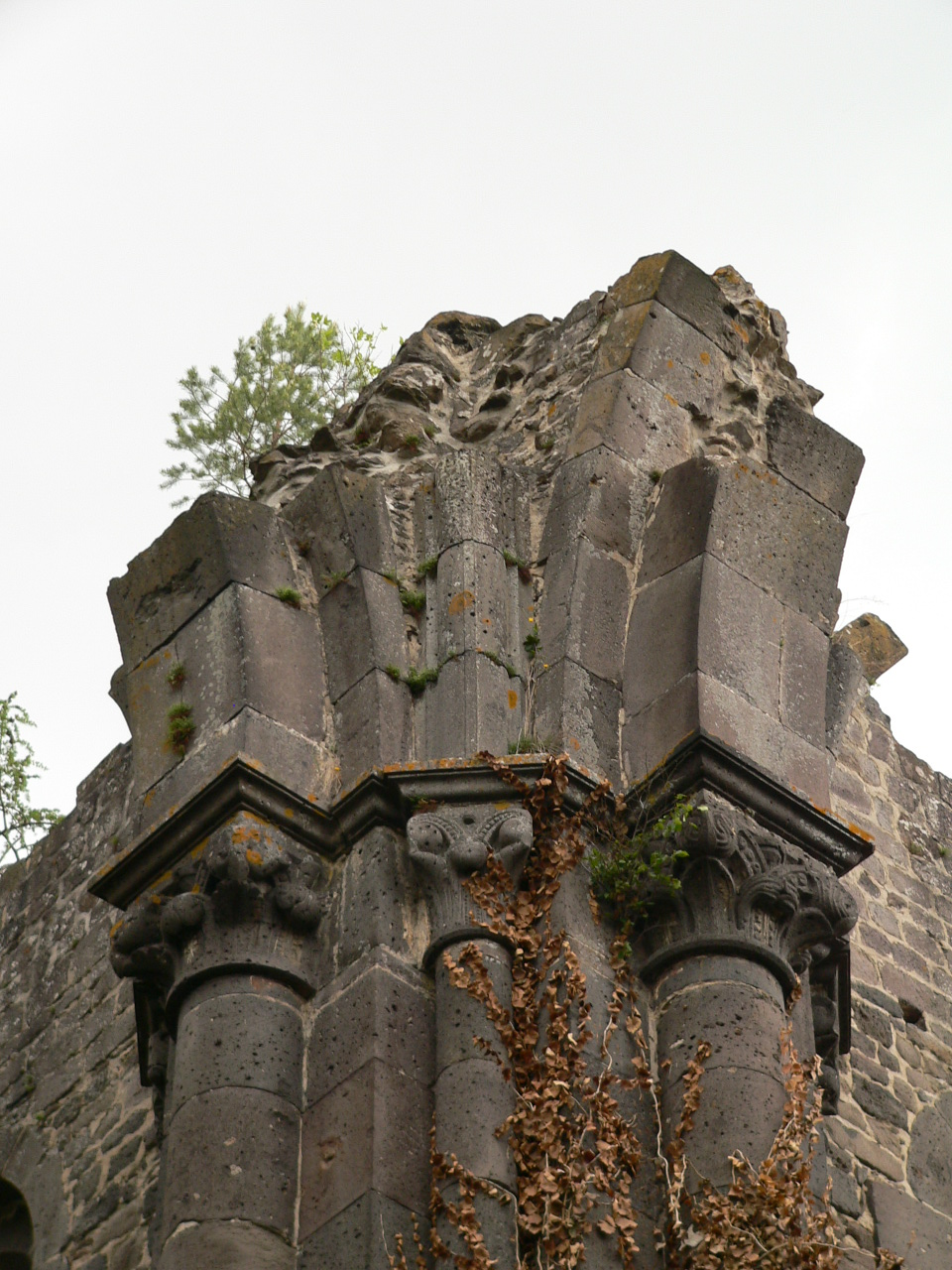
Romanische Kapitelle aus Londorfer Basaltlava: Vierung des Klosters Arnsburg
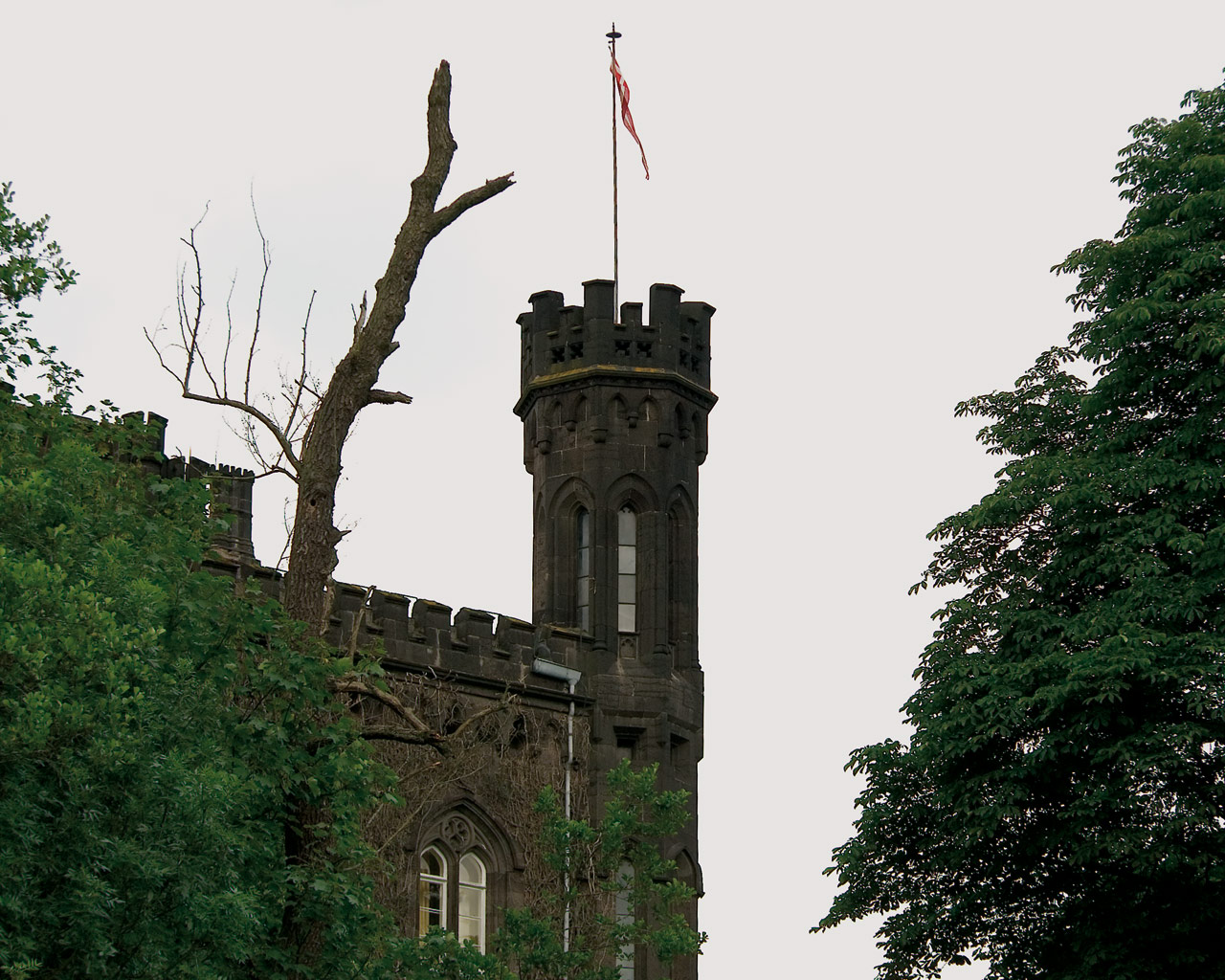
Neugotischer Turm des Schlosses Friedelhausen aus Londorfer Basaltlava
Teile der Herkuleskaskaden in Kassel sind aus Londorfer Basaltlava
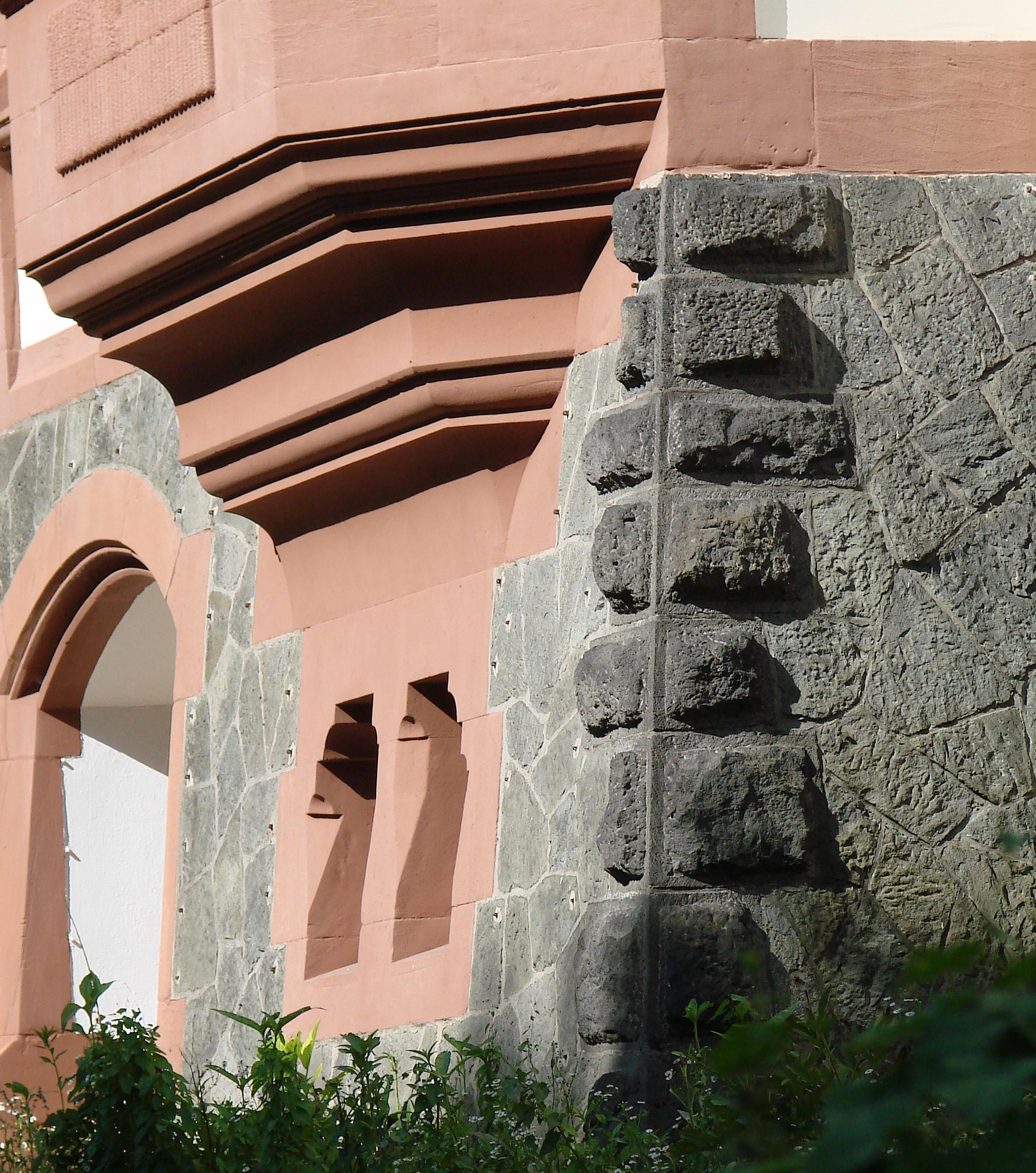
Bossenquader mit Kantenschlag aus Londorfer Lungstein Erdgeschoss der Villa Haas (Sinn, Hessen)